# Championnat d'Algérie de football de troisième division
 (septembre 2020).
Si vous disposez d'ouvrages ou d'articles de référence ou si vous connaissez des sites web de qualité traitant du thème abordé ici, merci de compléter l'article en donnant les références utiles à sa vérifiabilité et en les liant à la section « Notes et références ».
Le Championnat d'Algérie de football de troisième division D3, nommé actuellement Inter-régions, est une compétition de football en Algérie correspondant au troisième niveau derrière les deux championnats de Ligue 1 (D1) professionnel et de Ligue 2 (D2) amateur.

## Histoire de la D3
À travers les saisons, le championnat d'Algérie de troisième division s'est attribué plusieurs noms. 
Au début des années 1960, et à la suite des différentes restructurations hiérarchiques du football algérien, ce palier a fini par être organisé en trois groupes conformément à la géographie du pays (est, centre et ouest) et qui ont contenu des sous-groupes lors de quelques saisons, ce fût la période de la division d'honneur qui a duré de 1966 à 1988.
Avec l'augmentation des nombres et de la compétitivité sportive des clubs survenu aussi avec le nouveau découpage administratif et la croissance démographique du pays, la D3 algérienne s'est restructurée en six groupes régionaux (ouest, centre, est 1, est 2, sud-est et sud-ouest) pour devenir le championnat régional qui a duré jusqu'en 1999.
En 1999, les responsables du football algérien ont essayé d'adopter une nouvelle structure en créant la Super-division pour la D1 et une division unique nationale pour la D2 également et la National 2 pour la D3 avec cinq groupes (ouest, centre, est, sud-est et sud-ouest). Ce format est vite abandonné la saison suivante et la D3 repasse à l'ancienne organisation (Régional 1) et subi des changements provisoires jusqu'à la création du championnat Inter-régions en 2004. Cette division Inter-régions reprends l'organisation à trois groupes (est, centre et ouest).
Entre 2010 et 2020, une nouvelle formule de compétition était adoptée sous le nom de Division Nationale Amateur, plus connue sous le nom de National, après l'instauration du professionnalisme pour les divisions une et deux.
À partir de la saison de 2020-2021, le championnat de troisième division change à nouveau de statut, de format et de nom. Il est composé de six groupes, et géré à partir de cette saison par la Ligue inter-régions de football qui gère également la D4 algérienne.

## Organisation

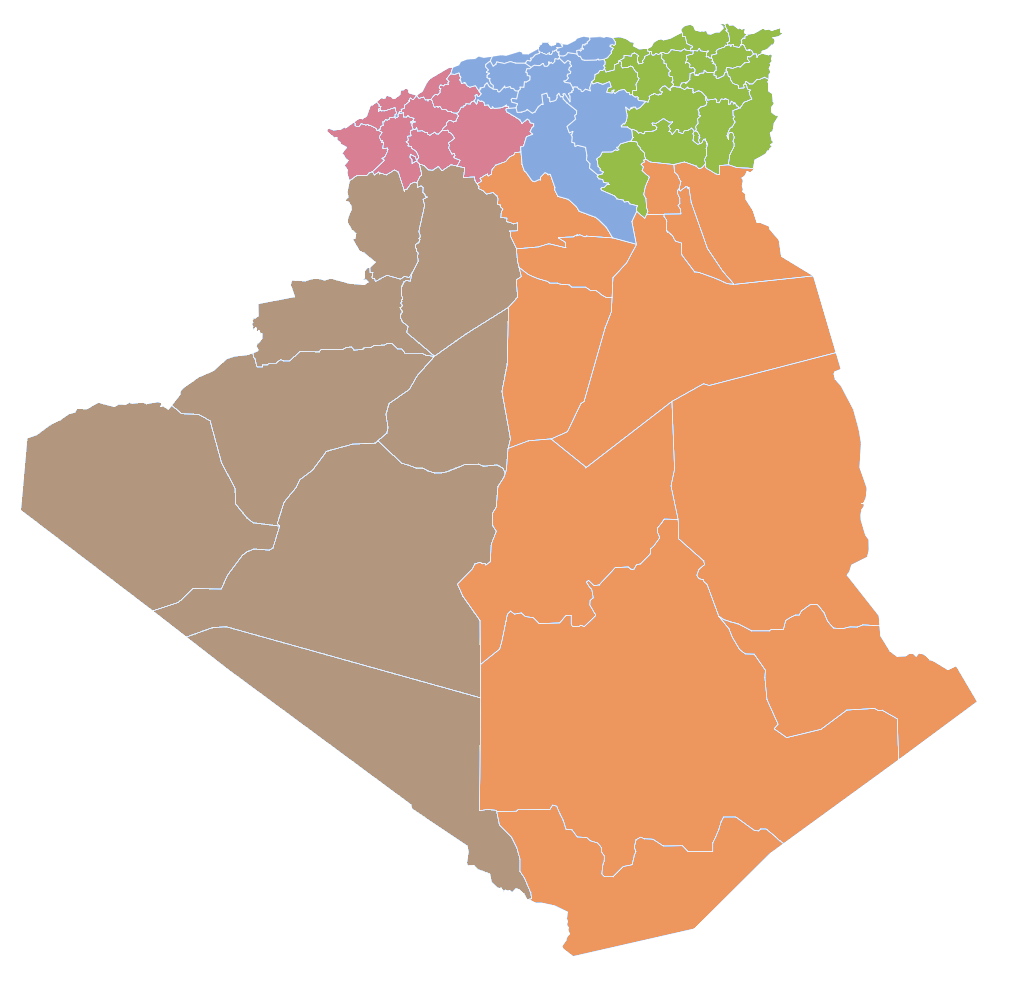
Carte des régions de football en Algérie.
Ouest
Centre
Est
Sud-ouest
Sud-est

Cette compétition qui représente le deuxième niveau amateur du football algérien, est constituée de six poules représentant cinq régions (Ouest, Centre, Est, Sud-ouest et Sud-est) réunissant chacune seize clubs. Cette division est prise en charge par la Ligue nationale du football amateur (ou LNFA), organe régissant les compétitions de niveau amateur sur le territoire algérien.
Chaque année, les premiers de chacun des groupes sont promus en Ligue 2, quant aux derniers, ceux-ci sont relégués en Ligue Régional I soit la quatrième division du football algérien.
Lors de la saison de 2020-2021, le championnat de troisième division change à nouveau de statut, de format et de nom. La Ligue nationale du football amateur (LNFA) qui gérait ce championnat cède la place à la Ligue inter-régions de football (LIRF) qui prend la gestion de cette division et qui gère également la quatrième division.

## Palmarès de la D3
| Palmarès du Championnat d'Algérie de 3e division | Palmarès du Championnat d'Algérie de 3e division | Palmarès du Championnat d'Algérie de 3e division                                               | Palmarès du Championnat d'Algérie de 3e division | Palmarès du Championnat d'Algérie de 3e division | Palmarès du Championnat d'Algérie de 3e division |
| Saison                                           | Groupe                                           | Champion                                                                                       | Vice-champion                                    | Troisième                                        | Nbr de clubs                                     |
| Première division 1963-1964                      | Première division 1963-1964                      | Première division 1963-1964                                                                    | Première division 1963-1964                      | Première division 1963-1964                      | Première division 1963-1964                      |
| ------------------------------------------------ | ------------------------------------------------ | ---------------------------------------------------------------------------------------------- | ------------------------------------------------ | ------------------------------------------------ | ------------------------------------------------ |
| 1963–1964                                        | Ouest                                            | SS Marsa                                                                                       | CAM Mostaganem - JSM Relizane                    | KS Oran - US Hammam Bou Hadjar                   | 13                                               |
| 1963–1964                                        | Centre                                           |                                                                                                |                                                  |                                                  | 13                                               |
| 1963–1964                                        | Est                                              |                                                                                                |                                                  |                                                  | 13                                               |
| Promotion d'honneur 1964-1966                    |                                                  |                                                                                                |                                                  |                                                  |                                                  |
| 1964–1965                                        | Ouest                                            | Gr. A : WA MostaganemP Gr. B : FC OranP                                                        |                                                  |                                                  | 2x10                                             |
| 1964–1965                                        | Centre                                           | Gr. A : Gr. B :                                                                                |                                                  |                                                  | 2x10                                             |
| 1964–1965                                        | Est                                              | Gr. A : Gr. B :                                                                                |                                                  |                                                  | 2x10                                             |
| 1965–1966                                        | Ouest                                            | Gr. A : SS Marsa Gr. B : WAC Mercier Lacombe Gr. C : SA Palikao                                | Gr. A : Gr. B : Gr. C :                          |                                                  | 3x12                                             |
| 1965–1966                                        | Centre                                           | Gr. A : Gr. B : Gr. C :                                                                        |                                                  |                                                  | 3x12                                             |
| 1965–1966                                        | Est                                              | Gr. A : Gr. B : Gr. C :                                                                        |                                                  |                                                  | 3x12                                             |
| Division d'honneur 1966-1988                     |                                                  |                                                                                                |                                                  |                                                  |                                                  |
| 1966–1967                                        | Ouest                                            | JSM TiaretP                                                                                    | WA Tlemcen                                       | GC Mascara                                       | 12                                               |
| 1966–1967                                        | Centre                                           | OM RuisseauxP                                                                                  | JS Kabylie                                       | WA Boufarik                                      | 12                                               |
| 1966–1967                                        | Est                                              | AS Ain M'lilaP                                                                                 | USH Constantine                                  | JBAC Annaba                                      | 12                                               |
| 1967–1968                                        | Ouest                                            | ES MostaganemP                                                                                 | WA Tlemcen                                       | GC Mascara                                       | 12                                               |
| 1967–1968                                        | Centre                                           | JS KabylieP                                                                                    | WA Boufarik                                      | Asnam SO                                         | 12                                               |
| 1967–1968                                        | Est                                              | USM KhenchelaP                                                                                 | CS Constantine                                   | USM Ain Beida                                    | 12                                               |
| 1968–1969                                        | Ouest                                            | WA TlemcenP                                                                                    | GC MascaraP                                      | RC Oran                                          | 12                                               |
| 1968–1969                                        | Centre                                           | OM RuisseauP                                                                                   | WA RouibaP                                       | WA Boufarik                                      | 12                                               |
| 1968–1969                                        | Est                                              | JSM BejaiaP                                                                                    | CS ConstantineP                                  | USH Constantine                                  | 12                                               |
| 1969–1970                                        | Ouest                                            | SA MohammadiaP                                                                                 | EM Bel-Abbés                                     | IS Tighennif                                     | 12                                               |
| 1969–1970                                        | Centre                                           | JS El BiarP                                                                                    |                                                  |                                                  | 12                                               |
| 1969–1970                                        | Est                                              | USM SétifP                                                                                     |                                                  |                                                  | 12                                               |
| 1970–1971                                        | Ouest                                            | CR TemouchentP                                                                                 | USM OranP                                        | SS MarsaP                                        | 14                                               |
| 1970–1971                                        | Centre                                           | ESM KoléaP                                                                                     |                                                  |                                                  | 14                                               |
| 1970–1971                                        | Est                                              |                                                                                                |                                                  |                                                  | 14                                               |
| 1971–1972                                        | Ouest                                            | RC Oran                                                                                        | WAF Mostaganem                                   | ASPTT Oran                                       | 14                                               |
| 1971–1972                                        | Centre                                           |                                                                                                |                                                  |                                                  | 14                                               |
| 1971–1972                                        | Est                                              |                                                                                                |                                                  |                                                  | 14                                               |
| 1972–1973                                        | Ouest                                            |                                                                                                |                                                  |                                                  | 14                                               |
| 1972–1973                                        | Centre                                           |                                                                                                |                                                  |                                                  | 14                                               |
| 1972–1973                                        | Est                                              |                                                                                                |                                                  |                                                  | 14                                               |
| 1973–1974                                        | Ouest                                            |                                                                                                |                                                  |                                                  | 14                                               |
| 1973–1974                                        | Centre                                           |                                                                                                |                                                  |                                                  | 14                                               |
| 1973–1974                                        | Est                                              | CRB El MiliaP                                                                                  |                                                  |                                                  | 14                                               |
| 1974–1975                                        | Ouest                                            | Gr. 1 : RC RelizaneP Gr. 2 : US Hammam Bou Hadjar                                              | Gr. 1 : O Sempac Tiaret Gr. 2 : ?                | Gr. 1 : Gr. 2 :                                  | 14                                               |
| 1974–1975                                        | Centre                                           | Gr. 1 : Asnam SOP Gr. 2 : ?                                                                    | Gr. 1 : Gr. 2 :                                  | Gr. 1 : Gr. 2 :                                  | 14                                               |
| 1974–1975                                        | Est                                              | Gr. 1 : CRB El MiliaP Gr. 2 : MO Bejaia                                                        | Gr. 1 : WJ Skikda Gr. 2 : SA Sétif               | Gr. 1 :US Santé Constantine Gr. 2 : US Biskra    | 14                                               |
| 1975–1976                                        | Ouest                                            | Gr. 1 : GC Mascara Gr. 2 : OS Tiaret                                                           | Gr. 1 : SC Mecheria Gr. 2 :                      | Gr. 1 : Nadit Bel Abbès Gr. 2 :                  | 14                                               |
| 1975–1976                                        | Centre                                           | Gr. 1 : SKAF El Khemis Gr. 2 : OMR El Anasser                                                  | Gr. 1 : O Médéa Gr. 2 :                          | Gr. 1 : Gr. 2 :                                  | 14                                               |
| 1975–1976                                        | Est                                              | Gr. 1 : ES Collo Gr. 2 : Olympique Mila                                                        | Gr. 1 : SNS Annaba Gr. 2 : MO Bejaia             | Gr. 1 : OMS Guelma Gr. 2 : US Biskra             | 14                                               |
| 1976–1977                                        | Ouest                                            | IRB SougueurP                                                                                  | CR Témouchent                                    | OS Mascara                                       | 14                                               |
| 1976–1977                                        | Centre                                           |                                                                                                |                                                  |                                                  | 14                                               |
| 1976–1977                                        | Est                                              |                                                                                                |                                                  |                                                  | 14                                               |
| 1977–1978                                        | Ouest                                            | US Santé Mecheria                                                                              |                                                  |                                                  | 14                                               |
| 1977–1978                                        | Centre                                           |                                                                                                |                                                  |                                                  | 14                                               |
| 1977–1978                                        | Est                                              |                                                                                                |                                                  |                                                  | 14                                               |
| 1978–1979                                        | Ouest                                            |                                                                                                |                                                  |                                                  | 14                                               |
| 1978–1979                                        | Centre                                           |                                                                                                |                                                  |                                                  | 14                                               |
| 1978–1979                                        | Est                                              |                                                                                                |                                                  |                                                  | 14                                               |
| 1979–1980                                        | Ouest                                            | CRB Témouchent                                                                                 |                                                  |                                                  | 14                                               |
| 1979–1980                                        | Centre                                           | JS Bordj Menaiel                                                                               |                                                  |                                                  | 14                                               |
| 1979–1980                                        | Est                                              | ASC Bordj Bou Arreridj                                                                         |                                                  |                                                  | 14                                               |
| 1980–1981                                        | Ouest                                            | JSM Tiaret                                                                                     | IRB Mohammadia                                   |                                                  | 14                                               |
| 1980–1981                                        | Centre                                           |                                                                                                |                                                  |                                                  | 14                                               |
| 1980–1981                                        | Est                                              |                                                                                                |                                                  |                                                  | 14                                               |
| 1981–1982                                        | Ouest                                            | Gr A : WRB MostaganemP Gr B : CRB MecheriaP Gr C : GRB Tighennif Gr D : NADIT Oran             | Gr A : Gr B : Gr C : Gr D :                      | Gr A : Gr B : Gr C : Gr D :                      | 4x14                                             |
| 1981–1982                                        | Centre                                           | Gr A : Gr B : Gr C : Gr D :                                                                    | Gr A : Gr B : Gr C : Gr D :                      | Gr A : Gr B : Gr C : Gr D :                      | 4x14                                             |
| 1981–1982                                        | Est                                              | Gr A : Gr B : Gr C : Gr D :                                                                    | Gr A : Gr B : Gr C : Gr D :                      | Gr A : Gr B : Gr C : Gr D :                      | 4x14                                             |
| 1982–1983                                        | Ouest                                            | Gr A : IRB MohammadiaP Gr B : CHM Oran Gr C : CRB Sfisef Gr D : ...                            | Gr A : Gr B : Gr C : Gr D :                      | Gr A : Gr B : Gr C : Gr D :                      | 4x14                                             |
| 1982–1983                                        | Centre                                           | IRB LaghouatP                                                                                  | USM BlidaP                                       | WA Rouiba AS Port d'Alger (DCMA)                 | 5x16                                             |
| 1982–1983                                        | Est                                              |                                                                                                |                                                  |                                                  | 4x16                                             |
| 1983–1984                                        | Ouest                                            | Gr A : GRB TighennifP Gr B : NE Bel Abbès P                                                    | Gr A : Gr B :                                    | Gr A : Gr B :                                    | 2x14                                             |
| 1983–1984                                        | Centre                                           | Gr ? : ISM Koléa P Gr ? : Gr ? Gr ?                                                            | Gr A : Gr B : Gr C : Gr D :                      | Gr A : Gr B : Gr C : Gr D :                      | 4x16                                             |
| 1983–1984                                        | Est                                              | Gr A : Gr B : Gr C : Gr D :                                                                    | Gr A : Gr B : Gr C : Gr D :                      | Gr A : Gr B : Gr C : Gr D :                      | 4x16                                             |
| 1984–1985                                        | Ouest                                            | Gr A : CMH OranP Gr B : CRB Sidi M'hamed Benaouda P                                            | Gr A : CRB El Amria Gr B : IRB Medrissa          | Gr A : ? Gr B : IRM Bel Abbès                    | 2x14                                             |
| 1984–1985                                        | Centre                                           |                                                                                                |                                                  |                                                  | 4x16                                             |
| 1984–1985                                        | Est                                              |                                                                                                |                                                  |                                                  | 4x16                                             |
| 1985–1986                                        | Ouest                                            | Gr A : CRB El AmriaP Gr B : RCB Oued RhiouP                                                    | Gr A : Gr B :                                    | Gr A : Gr B :                                    | 2x16                                             |
| 1985–1986                                        | Centre                                           |                                                                                                |                                                  |                                                  | 4x16                                             |
| 1985–1986                                        | Est                                              |                                                                                                |                                                  |                                                  | 4x16                                             |
| 1986–1987                                        | Ouest                                            | Gr A : IRB MaghniaP Gr B : IR Mahdia P                                                         | Gr A : Gr B :                                    | Gr A : Gr B :                                    | 2x16                                             |
| 1986–1987                                        | Centre                                           | Gr A : NRB Ben Aknoun Gr B : CB Sidi Moussa P Gr C : ES Sour El GhozlaneP Gr D : CNR Touggourt |                                                  |                                                  | 4x16                                             |
| 1986–1987                                        | Est                                              | Gr A : IRB Khenchela P Gr B : US Sidi Mezghiche Gr C : SR Annaba P Gr D : Nadi Sétif           |                                                  |                                                  | 4x16                                             |
| 1987–1988                                        | Ouest                                            | Gr A : OM Arzew Gr B : NE Bel Abbès                                                            | Gr A : SNS Oran Gr B : IRM Bel Abbès             | Gr A : IRSH Oran Gr B : ESB Télagh               | 2x15                                             |
| 1987–1988                                        | Centre                                           |                                                                                                |                                                  |                                                  | 16+15+15                                         |
| 1987–1988                                        | Est                                              |                                                                                                |                                                  |                                                  | 16+17+17                                         |
| Régional 1988-1999                               |                                                  |                                                                                                |                                                  |                                                  |                                                  |
| 1988–1989                                        | Ouest                                            | CC SigP                                                                                        | WRB Mostaganem                                   | MC Saïda                                         | 16                                               |
| 1988–1989                                        | Centre                                           | MB Tablat                                                                                      | IRB Hadjout                                      | NA Hussein Dey                                   | 16                                               |
| 1988–1989                                        | Batna                                            | CA BatnaP                                                                                      | MC El Eulma                                      | IRB Khenchela                                    | 16                                               |
| 1988–1989                                        | Constantine                                      | CRE Constantine                                                                                | NRB Khroub                                       | HB Chelghoum Laïd                                | 16                                               |
| 1988–1989                                        | Sud-Ouest                                        | JRB El Bayadh                                                                                  | NB Abadla                                        | JRFL Béchar                                      | 16                                               |
| 1988–1989                                        | Sud-Est                                          | CRB Aïn OussaraP                                                                               | CRB Djelfa                                       | CRB El Oued                                      | 16                                               |
| 1989–1990                                        | Ouest                                            | MC Saida*                                                                                      | NE Bel-Abbès                                     | SNS Oran                                         | 16                                               |
| 1989–1990                                        | Centre                                           | NA Hussein DeyP                                                                                | WO Boufarik                                      | IRB El Biar                                      | 16                                               |
| 1989–1990                                        | Batna                                            | USM KhenchelaP                                                                                 | USM Sétif                                        | ASC Bordj Bou Arreridj                           | 16                                               |
| 1989–1990                                        | Constantine                                      | HAMRA Annaba*                                                                                  | IRB Oum El Bouaghi                               | CRB El Harrouch                                  | 16                                               |
| 1989–1990                                        | Sud-Ouest                                        | CRB MecheriaP                                                                                  | IRM Béchar                                       | JNM Béchar                                       | 16                                               |
| 1989–1990                                        | Sud-Est                                          | IRB Laghouat*                                                                                  | MC Ouargla                                       | CRB Djelfa                                       | 17                                               |
| 1990–1991                                        | Ouest                                            | GC MascaraP                                                                                    | WA MostaganemP                                   | OM ArzewP                                        | 16                                               |
| 1990–1991                                        | Centre                                           | OM RuisseauP                                                                                   | SKAF El KhemisP                                  | WA BoufarikP                                     | 16                                               |
| 1990–1991                                        | Batna                                            | MC El EulmaP                                                                                   | JSM TébessaP                                     | Nadi SétifP                                      | 16                                               |
| 1990–1991                                        | Constantine                                      | WB SkikdaP                                                                                     | HB Chelghoum LaïdP                               | IRB Oum El BouaghiP                              | 16                                               |
| 1990–1991                                        | Sud-Ouest                                        | JRB El BayadhP                                                                                 | IRM BécharP                                      | JNM BécharP                                      | 14                                               |
| 1990–1991                                        | Sud-Est                                          | CRB Aïn OussaraP                                                                               | IRB LaghouatP                                    | CRB DjelfaP                                      | 16                                               |
| 1991–1992                                        | Ouest                                            | WAB TissemsiltP                                                                                | ES Mostaganem                                    | SCM Oran                                         | 16                                               |
| 1991–1992                                        | Centre                                           | IR Hussein DeyP                                                                                | RC Arbaâ                                         | IRB El Biar                                      | 16                                               |
| 1991–1992                                        | Batna                                            | AS Bordj Bou ArréridjP                                                                         | WRB M'Sila                                       | IRB Khenchela                                    | 16                                               |
| 1991–1992                                        | Constantine                                      | CRE ConstantineP                                                                               | CRB Héliopolis                                   | JS Djijel                                        | 16                                               |
| 1991–1992                                        | Sud-Ouest                                        | CRB NaâmaP                                                                                     | CRB El Biod                                      | CRB Bougtob                                      | 16                                               |
| 1991–1992                                        | Sud-Est                                          | IRB OuarglaP                                                                                   | MC Laghouat                                      | MB Rouissat                                      | 16                                               |
| 1992–1993                                        | Ouest                                            | ES MostaganemP                                                                                 | CRB Sfisef                                       | RC Oran                                          | 16                                               |
| 1992–1993                                        | Centre                                           | IB Khemis El Khechna                                                                           | NCB El Affroun                                   | ISM Koléa                                        | 16                                               |
| 1992–1993                                        | Batna                                            |                                                                                                |                                                  |                                                  | 16                                               |
| 1992–1993                                        | Constantine                                      | JJ AzzabaP                                                                                     | ESM Guelma (APC)                                 | JSM Bejaia                                       | 16                                               |
| 1992–1993                                        | Sud-Ouest                                        | CRB BougtobP                                                                                   | US Béchar Djedid                                 | CRB El-Biodh Sid Cheikh                          | 16                                               |
| 1992–1993                                        | Sud-Est                                          |                                                                                                |                                                  |                                                  | 16                                               |
| 1993–1994                                        | Ouest                                            | CRB MazounaP                                                                                   | CRM Bouguirat                                    | RCG Oran                                         | 16                                               |
| 1993–1994                                        | Centre                                           | RC ArbaP                                                                                       | WB Ain Benian                                    | ISM Koléa                                        | 16                                               |
| 1993–1994                                        | Batna                                            | USM KhenchelaP                                                                                 | AB Barika                                        | WRB M'Sila                                       | 16                                               |
| 1993–1994                                        | Constantine                                      | HB Chelghoum LaïdP                                                                             | JSM Bejaia                                       | CB Mila                                          | 16                                               |
| 1993–1994                                        | Sud-Ouest                                        | NRB GourayP                                                                                    | US Béchar Djedid                                 | CRB Naâma                                        | 16                                               |
| 1993–1994                                        | Sud-Est                                          | CR Sidi NaïlP                                                                                  | RC M'Zab                                         | MB Rouissat                                      | 16                                               |
| 1994–1995                                        | Ouest                                            | IS TighennifP                                                                                  | MC Bel Abbès                                     | WAB Tissemsilt                                   | 16                                               |
| 1994–1995                                        | Centre                                           | NRB BerrouaghiaP                                                                               | DRB Staoueli                                     | ISM Koléa                                        | 15                                               |
| 1994–1995                                        | Batna                                            | MB TlidjèneP                                                                                   | NRB Chréa                                        | IRB Khechela                                     | 16                                               |
| 1994–1995                                        | Constantine                                      | CB MilaP                                                                                       | JSM Bejaia                                       | MB Azzaba                                        | 16                                               |
| 1994–1995                                        | Sud-Ouest                                        | US Béchar DjedidP                                                                              | MC El Bayadh                                     | ES Debdaba                                       | 16                                               |
| 1994–1995                                        | Sud-Est                                          | RC M'zabP                                                                                      | IRB Berriane                                     | CRB Djelfa                                       | 16                                               |
| 1995–1996                                        | Ouest                                            | SCM OranP                                                                                      | CRM Bouguirat                                    | CRB El Amria                                     | 16                                               |
| 1995–1996                                        | Centre                                           | ESM Boudouaou                                                                                  |                                                  | ISM Koléa                                        | 16                                               |
| 1995–1996                                        | Batna                                            | IRB KhenchelaP                                                                                 | AB Barika                                        | NRB Chréa                                        | 16                                               |
| 1995–1996                                        | Constantine                                      | JSM BejaiaP                                                                                    | MB Azzaba                                        | CRB Ain Fakroun                                  | 16                                               |
| 1995–1996                                        | Sud-Ouest                                        |                                                                                                |                                                  |                                                  | 16                                               |
| 1995–1996                                        | Sud-Est                                          | IRB BerrianeP                                                                                  | CRB Aïn Oussara                                  | MC Mekhadma                                      | 16                                               |
| 1996–1997                                        | Ouest                                            | SA Mohammadia                                                                                  | FS Mostaganem                                    | RC Oran                                          | 16                                               |
| 1996–1997                                        | Centre                                           | Hydra ACP                                                                                      | NB Bismail                                       | ISM Koléa                                        | 16                                               |
| 1996–1997                                        | Batna                                            |                                                                                                |                                                  |                                                  | 16                                               |
| 1996–1997                                        | Constantine                                      |                                                                                                |                                                  |                                                  | 16                                               |
| 1996–1997                                        | Sud-Ouest                                        |                                                                                                |                                                  |                                                  | 16                                               |
| 1996–1997                                        | Sud-Est                                          | NRB Tougourt                                                                                   | CR Béni Thour - MB Rouissat                      | IRB Laghouat - (CR Sidi Naïl - NRB Berriane)     | 16                                               |
| 1997–1998                                        | Ouest                                            | CRB El AmriaP                                                                                  | HB El Bordj                                      | IRB Sidi M'hamed Benali                          | 18                                               |
| 1997–1998                                        | Centre                                           | WB Aïn Benian                                                                                  | IB Mouzaïa                                       | ES Ben Aknoun - NARB Reghaia                     | 16                                               |
| 1997–1998                                        | Batna                                            | USM SétifP                                                                                     | USM Khenchela                                    | AB Barika                                        | 16                                               |
| 1997–1998                                        | Constantine                                      | JSM SkikdaP                                                                                    | MO Bejaia                                        | JS Djijel                                        | 16                                               |
| 1997–1998                                        | Sud-Ouest                                        | NRB GoureyP                                                                                    | ES El Bayadh                                     | CRB Ain Sefra                                    | 16                                               |
| 1997–1998                                        | Sud-Est                                          | -                                                                                              | -                                                | -                                                | 16                                               |
| 1998–1999                                        | Ouest                                            | IRB MaghniaP                                                                                   | IS Tighennif                                     | USM Oran                                         | 16                                               |
| 1998–1999                                        | Centre                                           | ISM Koléa P                                                                                    | IRB Hussein Dey                                  | WA Rouiba                                        | 16                                               |
| 1998–1999                                        | Batna                                            | USM KhenchelaP                                                                                 | NRB Cheria                                       | WRB M'Sila                                       | 16                                               |
| 1998–1999                                        | Constantine                                      | JS DjijelP                                                                                     | ES Souk Ahras                                    | MO Bejaia                                        | 16                                               |
| 1998–1999                                        | Sud-Ouest                                        | MC El BayadhP                                                                                  | US Béchar Djedid                                 | GC Aïn Sefra                                     | 16                                               |
| 1998–1999                                        | Sud-Est                                          | MC MekhadmaP                                                                                   | IRB Nezla                                        | IRB Hassi R'mel                                  | 16                                               |
| National 2 (1999-2000)                           |                                                  |                                                                                                |                                                  |                                                  |                                                  |
| 1999–2000                                        | Ouest                                            | SA Mohammadia                                                                                  | CR Témouchent                                    | USM Bel Abbès                                    | 14                                               |
| 1999–2000                                        | Centre                                           | ASO Chlef                                                                                      | NARB Reghaïa                                     | IRB Hadjout                                      | 14                                               |
| 1999–2000                                        | Est                                              | CB Mila                                                                                        | MSP Batna                                        | JSM Skikda                                       | 14                                               |
| 1999–2000                                        | Sud-Ouest                                        | CRB Mecheria                                                                                   | MC El Bayadh                                     | ES Béchar                                        | 8                                                |
| 1999–2000                                        | Sud-Est                                          | MC Mekhadma                                                                                    | IR Ouled Naïl                                    | IRB Nezla                                        | 8                                                |
| Régional 1 (2000-2004)                           |                                                  |                                                                                                |                                                  |                                                  |                                                  |
| 2000–2001                                        | Ouest                                            | IRB Maghnia P                                                                                  | IRB Sougueur                                     | SCM Oran                                         | 14                                               |
| 2000–2001                                        | Centre                                           | IB Khemis El Khechna P                                                                         | ES Ben Aknoun                                    | Paradou AC                                       | 14                                               |
| 2000–2001                                        | Est                                              | MC El Eulma P                                                                                  | USM Ain Beida                                    | MO Bejaia                                        | 14                                               |
| 2000–2001                                        | Sud-Ouest                                        | CRB Bougtob                                                                                    | GC Aïn Sefra                                     | US Béchar Djedid                                 | 12                                               |
| 2000–2001                                        | Sud-Est                                          | IRB Laghouat                                                                                   | O. El Oued                                       | MB Rouissat                                      | 12                                               |
| 2001–2002                                        | Ouest                                            | IRB Sougueur P                                                                                 | ASB Maghnia                                      | SCM Oran                                         | 17                                               |
| 2001–2002                                        | Centre                                           | WA Boufarik P                                                                                  | ESM Koléa                                        |                                                  | 16                                               |
| 2001–2002                                        | Constantine                                      | MO Bejaia P                                                                                    |                                                  |                                                  | 16                                               |
| 2001–2002                                        | Batna                                            | A Bou Saada P                                                                                  |                                                  |                                                  | 16                                               |
| 2001–2002                                        | Sud-Ouest                                        | US Béchar Djedid P                                                                             |                                                  |                                                  | 16                                               |
| 2001–2002                                        | Sud-Est                                          | O. El Oued P                                                                                   |                                                  |                                                  | 16                                               |
| 2002–2003                                        | Ouest                                            | SCM Oran P                                                                                     | IS Tighennif P                                   | RCB Oued Rhiou P                                 | 16                                               |
| 2002–2003                                        | Centre                                           | Paradou AC P                                                                                   | CRB Bordj El Kiffan P                            | JSM Chéraga P                                    | 16                                               |
| 2002–2003                                        | Constantine                                      | AS Khroub P                                                                                    | USM Aïn Béïda P                                  | HB Chelghoum Laïd P                              | 16                                               |
| 2002–2003                                        | Batna                                            | WRB M'Sila P                                                                                   | USM Sétif P                                      | IRB Sidi Aïssa P                                 | 16                                               |
| 2002–2003                                        | Sud-Ouest                                        | MC El Bayadh P                                                                                 | CRB Bougtob P                                    | ES Béchar P                                      | 16                                               |
| 2002–2003                                        | Sud-Est                                          | IRB Aflou P                                                                                    | IR Ouled Naïl P                                  | MB Rouissat P                                    | 16                                               |
| 2003–2004                                        | Alger                                            | WA Rouiba                                                                                      | JS El Biar                                       | WR BentalhaR                                     | 16                                               |
| 2003–2004                                        | Blida                                            | ES Berrouaghia                                                                                 | SKAF El Khemis                                   | CRB Aïn OussaraR                                 | 16                                               |
| 2003–2004                                        | Oran                                             | IRB Maghnia                                                                                    | OM Arzew                                         | RC OranR                                         | 16                                               |
| 2003–2004                                        | Saïda                                            | HB El Bordj                                                                                    | NC Maoussa                                       | WAB TissemsiltR                                  | 16                                               |
| 2003–2004                                        | Constantine                                      | CRB El Milia                                                                                   | NRB Teleghma                                     | JS DjijelR                                       | 16                                               |
| 2003–2004                                        | Annaba                                           | ES Guelma                                                                                      | IRB El Hadjar                                    | ESM GuelmaR                                      | 16                                               |
| 2003–2004                                        | Batna                                            | NC Magra                                                                                       | IRB Khenchela                                    | USM KhenchelaR                                   | 16                                               |
| 2003–2004                                        | Béchar                                           | IRB Reggane                                                                                    | MCB Debdaba                                      | CRB AdrarR                                       | 16                                               |
| 2003–2004                                        | Ouargla                                          | IRB Laghouat                                                                                   | O. El Oued                                       | IRB NezlaR                                       | 16                                               |
| Inter-régions (2004-2010)                        |                                                  |                                                                                                |                                                  |                                                  |                                                  |
| 2004–2005                                        | Ouest                                            | JSM TiaretP                                                                                    | IRB Maghnia                                      | WA Mostaganem                                    | 16                                               |
| 2004–2005                                        | Centre                                           | IRB Sidi AïssaP                                                                                | IRB Sougueur                                     | WA Rouiba                                        | 16                                               |
| 2004–2005                                        | Est                                              | MSP BatnaP                                                                                     | USM Aïn Beïda                                    | JSM Skikda                                       | 16                                               |
| 2005–2006                                        | Ouest                                            | USM Bel AbbèsP                                                                                 | OM Arzew                                         | WA Mostaganem                                    | 16                                               |
| 2005–2006                                        | Centre                                           | NARB RéghaïaP                                                                                  | CR Zaouia                                        | WR Bentalha                                      | 16                                               |
| 2005–2006                                        | Est                                              | UMS DréanP                                                                                     | HB Chelghoum Laid                                | AB Merouana                                      | 16                                               |
| 2006–2007                                        | Ouest                                            | OM ArzewP                                                                                      | US Remchi                                        | CRB Ain El Turck                                 | 16                                               |
| 2006–2007                                        | Centre                                           | JSM ChéragaP                                                                                   | WR Bentalha                                      | WA Rouiba                                        | 16                                               |
| 2006–2007                                        | Est                                              | USM SétifP                                                                                     | JSM Skikda                                       | USM Aïn Beïda                                    | 16                                               |
| 2007–2008                                        | Ouest                                            | ES MostaganemP                                                                                 | US Remchi                                        | IRB Maghnia                                      | 16                                               |
| 2007–2008                                        | Centre                                           | WR BentalhaP                                                                                   | ESM Koléa                                        | WA Rouiba                                        | 16                                               |
| 2007–2008                                        | Est                                              | JSM SkikdaP                                                                                    | WR M'Sila                                        | USM Aïn Beïda                                    | 16                                               |
| 2008–2009                                        | Ouest                                            | CR TémouchentP                                                                                 | IRB Maghnia                                      | JSM Tiaret                                       | 16                                               |
| 2008–2009                                        | Centre                                           | USMM HadjoutP                                                                                  | WA Boufarik                                      | ESM Koléa                                        | 16                                               |
| 2008–2009                                        | Est                                              | AB MerouanaP                                                                                   | NC Magra                                         | USM Aïn Beïda                                    | 16                                               |
| 2009–2010                                        | Ouest                                            | JS Saoura                                                                                      | IRB Maghnia                                      | WA Mostaganem                                    | 16                                               |
| 2009–2010                                        | Centre                                           | O MédéaP                                                                                       | WA Boufarik                                      | MC Mekhadma                                      | 16                                               |
| 2009–2010                                        | Est                                              | A Bou Saada                                                                                    | JS Djijel                                        | E Collo                                          | 16                                               |
| Division Nationale Amateur (2010-2020)           |                                                  |                                                                                                |                                                  |                                                  |                                                  |
| 2010-2011                                        | Centre-Ouest                                     | JS Saoura P                                                                                    | CRB Aïn El Turck                                 | WA Boufarik                                      | 14                                               |
| 2010-2011                                        | Centre-Est                                       | MO Béjaïa P                                                                                    | JS Djijel                                        | NARB Réghaïa                                     | 14                                               |
| 2011-2012                                        | Ouest                                            | CR Témouchent P                                                                                | US Remchi                                        | JS Emir Abdelkader                               | 14                                               |
| 2011-2012                                        | Centre                                           | RC Arbaâ P                                                                                     | WR M'Sila                                        | MC Mekhadma                                      | 14                                               |
| 2011-2012                                        | Est                                              | CRB Aïn Fakroun P                                                                              | JSM Skikda                                       | USM Khenchela                                    | 14                                               |
| 2012-2013                                        | Ouest                                            | USMM Hadjout P                                                                                 | IRB Maghnia                                      | JSM Tiaret                                       | 14                                               |
| 2012-2013                                        | Centre                                           | A Bou Saada P                                                                                  | RC Kouba                                         | WRB M'Sila                                       | 14                                               |
| 2012-2013                                        | Est                                              | US Chaouia P                                                                                   | NRB Touggourt                                    | US Biskra                                        | 14                                               |
| 2013-2014                                        | Ouest                                            | RC Relizane P                                                                                  | OM Arzew                                         | US Remchi                                        | 16                                               |
| 2013-2014                                        | Centre                                           | ESM Koléa P                                                                                    | CRB Dar El Beida                                 | JSM Cheraga                                      | 16                                               |
| 2013-2014                                        | Est                                              | DRB Tadjenanet P                                                                               | MO Constantine                                   | US Biskra                                        | 16                                               |
| 2014-2015                                        | Ouest                                            | OM Arzew P                                                                                     | ES Mostaganem                                    | SCM Oran                                         | 16                                               |
| 2014-2015                                        | Centre                                           | Paradou AC P                                                                                   | JS Djijel                                        | RC Kouba                                         | 16                                               |
| 2014-2015                                        | Est                                              | JSM Skikda P                                                                                   | HAMRA Annaba                                     | US Biskra                                        | 16                                               |
| 2015-2016                                        | Ouest                                            | GC Mascara P                                                                                   | RCB Oued Rhiou                                   | CRB Ben Badis                                    | 16                                               |
| 2015-2016                                        | Centre                                           | WA Boufarik P                                                                                  | CR Beni-Thour                                    | NARB Réghaïa                                     | 16                                               |
| 2015-2016                                        | Est                                              | US Biskra P                                                                                    | USM Annaba                                       | E Collo                                          | 16                                               |
| 2016-2017                                        | Ouest                                            | WA Tlemcen P                                                                                   | OM Arzew                                         | ES Mostaganem                                    | 16                                               |
| 2016-2017                                        | Centre                                           | RC Kouba P                                                                                     | US Beni Douala                                   | US Oued Amizour                                  | 16                                               |
| 2016-2017                                        | Est                                              | AS Ain M'lila P                                                                                | USM Annaba                                       | MO Constantine                                   | 16                                               |
| 2017-2018                                        | Ouest                                            | ES Mostaganem P                                                                                | ASB Maghnia                                      | CRB Aïn Oussara                                  | 16                                               |
| 2017-2018                                        | Centre                                           | NC Magra P                                                                                     | US Beni Douala                                   | RC Arba                                          | 16                                               |
| 2017-2018                                        | Est                                              | USM Annaba P                                                                                   | USM Khenchela                                    | NRB Tougourt                                     | 16                                               |
| 2018-2019                                        | Ouest                                            | OM Arzew P                                                                                     | JSM Tiaret                                       | SCM Oran                                         | 16                                               |
| 2018-2019                                        | Centre                                           | RC Arba P                                                                                      | ES Ben Aknoun                                    | US Beni Douala                                   | 16                                               |
| 2018-2019                                        | Est                                              | AS Khroub P                                                                                    | USM Khenchela                                    | CA Batna                                         | 16                                               |
| 2019-2020                                        | Ouest                                            | CR Témouchent P                                                                                | IRB El Kerma P                                   | MCB Oued Sly P                                   | 16                                               |
| 2019-2020                                        | Centre                                           | CR Beni Thour P                                                                                | WA Boufarik P                                    | ES Ben Aknoun P                                  | 16                                               |
| 2019-2020                                        | Est                                              | CRB Ouled Djellal P                                                                            | MO Constantine P                                 | MSP Batna P                                      | 16                                               |
| Inter-régions (depuis 2020)                      |                                                  |                                                                                                |                                                  |                                                  |                                                  |
| 2020–2021                                        | Ouest                                            | GC Mascara P                                                                                   | WA Mostaganem                                    | Pas de troisième place                           | 16                                               |
| 2020–2021                                        | Centre Ouest                                     | USMM Hadjout P                                                                                 | ES Sour El Ghozlane                              | Pas de troisième place                           | 16                                               |
| 2020–2021                                        | Centre Est                                       | JS Bordj Menaïel P                                                                             | JS Djijel                                        | Pas de troisième place                           | 16                                               |
| 2020–2021                                        | Est                                              | HAMRA Annaba P                                                                                 | US Tébessa                                       | Pas de troisième place                           | 16                                               |
| 2020–2021                                        | Sud Ouest                                        | MC El Bayadh P                                                                                 | NRB Fenoughil                                    | Pas de troisième place                           | 16                                               |
| 2020–2021                                        | Sud Est                                          | IRB Ouargla P                                                                                  | US Souf                                          | Pas de troisième place                           | 16                                               |
| 2021–2022                                        | Ouest                                            | ES Mostaganem P                                                                                | WA Mostaganem                                    | Nasr Es Senia                                    | 16                                               |
| 2021–2022                                        | Centre Ouest                                     | ES Sour El Ghozlane P                                                                          | JS Tixeraine                                     | CR Zaouia                                        | 16                                               |
| 2021–2022                                        | Centre Est                                       | IB Khemis El Khechna P                                                                         | A Bou Saada                                      | JS Boumerdès                                     | 16                                               |
| 2021–2022                                        | Est                                              | AS Khroub P                                                                                    | NRB Beni Oulbane                                 | US Tébessa                                       | 16                                               |
| 2021–2022                                        | Sud Ouest                                        | SC Mecheria P                                                                                  | JS Guir Abadla                                   | CRB Adrar                                        | 14                                               |
| 2021–2022                                        | Sud Est                                          | US Souf P                                                                                      | IR Zaouia El Abidia                              | MB Rouissat                                      | 15                                               |
| 2022–2023                                        | Ouest                                            | WA Mostaganem P                                                                                | IS Tighennif                                     | JS Bendaoud                                      | 16                                               |
| 2022–2023                                        | Centre Ouest                                     | ESM Koléa P                                                                                    | JS El Biar                                       | CRB Aïn Oussera                                  | 16                                               |
| 2022–2023                                        | Centre Est                                       | Olympique Akbou P                                                                              | JS Djijel                                        | AB Barika                                        | 16                                               |
| 2022–2023                                        | Est                                              | MSP Batna P                                                                                    | US Faubourg Constantine                          | ES Bouakal                                       | 16                                               |
| 2022–2023                                        | Sud Ouest                                        | JS Guir Abadla P                                                                               | CRB Adrar                                        | CRB Bougtob                                      | 17                                               |
| 2022–2023                                        | Sud Est                                          | Olympique Magrane P                                                                            | CR Beni-Thour                                    | ASB Metlili Chaamba                              | 16                                               |
| 2023–2024                                        | Ouest                                            | MC Saïda P                                                                                     | IRB El Kerma                                     | WA Tlemcen                                       | 16                                               |
| 2023–2024                                        | Centre Ouest                                     | JS El Biar P                                                                                   | CR Zaouia                                        | CRB Beni Tamou                                   | 16                                               |
| 2023–2024                                        | Centre Est                                       | JS Djidjel P                                                                                   | MO Béjaia                                        | JS Boumerdes                                     | 16                                               |
| 2023–2024                                        | Est                                              | US Chaouia P                                                                                   | NRB Tazouguert                                   | CB Mila                                          | 16                                               |
| 2023–2024                                        | Sud Ouest                                        | US Béchar Djedid P                                                                             | CRB Adrar                                        | NRB Sbaa                                         | 16                                               |
| 2023–2024                                        | Sud Est                                          | MB Rouissat P                                                                                  | CR Beni-Thour                                    | ASB Metlili Châamba                              | 16                                               |
| 2024–2025                                        | Ouest                                            | WA Tlemcen P                                                                                   | USM Bel Abbès                                    | RC Relizane                                      | 16                                               |
| 2024–2025                                        | Centre Ouest                                     | JS Tixeraine P                                                                                 | CR Zaouia                                        | CRB Beni Tamou                                   | 16                                               |
| 2024–2025                                        | Centre Est                                       | MO Béjaïa P                                                                                    | JS Boumerdes                                     | AB Barika                                        | 16                                               |
| 2024–2025                                        | Est                                              | NRB Beni Oulbane P                                                                             | ES Guelma                                        | US Faubourg Constantine                          | 16                                               |
| 2024–2025                                        | Sud Ouest                                        | CRB Adrar P                                                                                    | NRB Sbaa                                         | USM Tindouf                                      | 16                                               |
| 2024–2025                                        | Sud Est                                          | CR Beni-Thour P                                                                                | NRB Touggourt                                    | IB Laghouat                                      | 16                                               |